# Kennedy Joseph Previté Orton

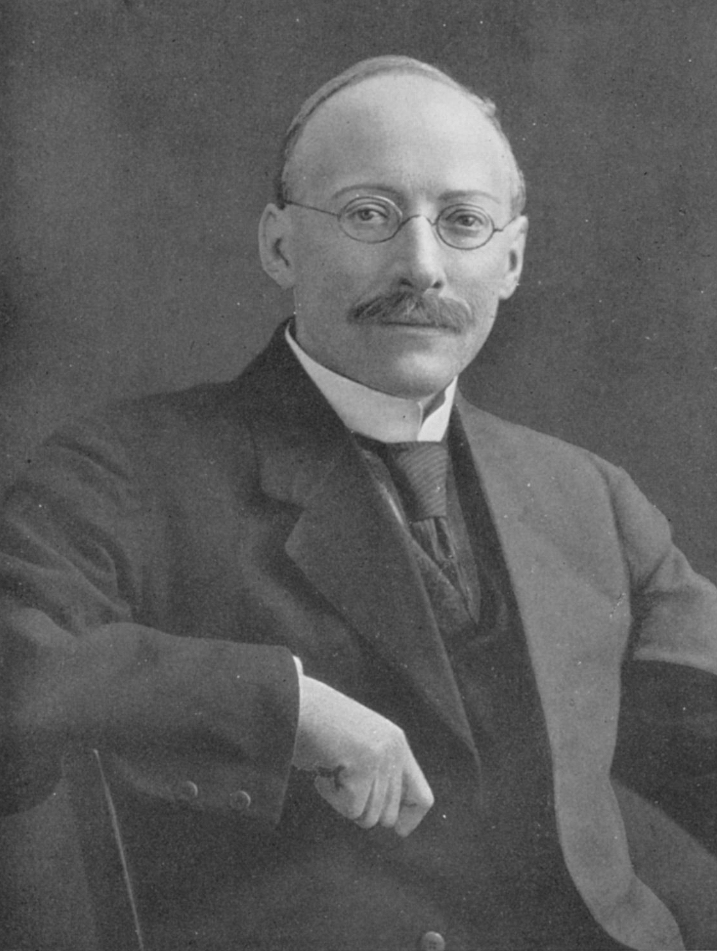
Kennedy Joseph Previté Orton

Kennedy Joseph Previté Orton, meist K. J. P. Orton zitiert, (* 21. Januar 1872 in St Leonards-on-sea; † 1930) war ein britischer Chemiker (Organische Chemie). Nach ihm ist die Orton-Umlagerung benannt.

## Leben
Orton studierte in Cambridge und Heidelberg, wo er 1897 bei Karl Friedrich von Auwers promoviert wurde (Kryoskopische Untersuchungen). Danach war er einige Jahre Assistent von F. D. Chattaway (1860–1944) an der St. Bartholomew Hospital Medical School in London und wurde 1903 Professor am University College of North Wales in Bangor.
Er studierte halogenierte aromatische Amine und deren Umwandlung. Er beurteilte diese als intermolekular und nicht intramolekular, was ihn in Streit mit Chattaway brachte. Unter seiner Leitung war das University College in Bangor eine Weile eines der Zentren der Physikalischen Organischen Chemie in Großbritannien. Zu seiner Gruppe gehörten Herbert B. Watson (1894–1975), A. E. Bradfield (1897–1953) und F. G. Soper (18981–1982) und zu den Studenten gehörten Brynmor Jones (1903–1989), Gwyn Williams (1904–1955) und Edward David Hughes (1906–1963).
Über die nach ihm benannte Umlagerung publizierte er erstmals 1899 gemeinsam mit Chattaway.
Er war Fellow der Royal Society.